# 타이히뮐러 공간
수학에서 타이히뮐러 공간(영어: Teichmüller space)은 주어진 (위상수학적) 곡면의 복소 구조들의 모듈라이 공간이다. 이는 자연스럽게 복소 구조 및 다양한 계량들을 가진다.

## 역사 및 어원
오스발트 타이히뮐러(독일어: Oswald Teichmüller)의 이름을 땄다.

## 정의
2차원 다양체 {\displaystyle \Sigma } 위에 복소 구조들의 집합을 {\displaystyle {\mathcal {J}}}라고 하자. 여기에, 다음과 같은 동치관계를 정의하자.
{\displaystyle J\sim \phi ^{*}J\forall \phi \in \operatorname {Homeo} _{0}(\Sigma )}
여기서 {\displaystyle \operatorname {Homeo} (\Sigma )}는 위상동형사상 {\displaystyle \phi \colon \Sigma \to \Sigma }들의 군이며, {\displaystyle \operatorname {Homeo} _{0}(\Sigma )}는 그 가운데 단위원(항등함수)을 포함하는 연결 성분인 부분군이다. 이 동치관계에 대한 동치류 {\displaystyle {\mathcal {J}}/{\sim }={\mathcal {T}}_{\Sigma }}는 자연스럽게 유한차원 다양체를 이루며, 또한 자연스러운 복소 구조가 존재한다.
복소 구조의 모듈라이 공간은 {\displaystyle \operatorname {Homeo} _{0}(\Sigma )} 대신 {\displaystyle \operatorname {Homeo} (\Sigma )}를 사용하여 정의한다. 따라서,
{\displaystyle 0\to \operatorname {Homeo} _{0}(\Sigma )\hookrightarrow \operatorname {Homeo} (\Sigma )\twoheadrightarrow \operatorname {MCG} (\Sigma )\to 0}
이므로, 복소 구조의 모듈러스 공간은 타이히뮐러 공간에 {\displaystyle \operatorname {MCG} (\Sigma )}에 대한 몫공간을 취한 오비폴드다. 여기서 {\displaystyle \operatorname {MCG} (\Sigma )}는 {\displaystyle \Sigma }의 사상류군(영어: mapping class)이다. 타이히뮐러 공간과 모듈러스 공간의 차이에 대하여, 윌리엄 서스턴은 다음과 같이 적었다.
| “ | 대략, 타이히뮐러 공간에서는 곡면이 어떤 계량을 입고 있는지뿐만 아니라, 곡면이 어떻게 계량을 입고 있는지 또한 중요하다. 모듈러스 공간에서는 같은 계량을 입고 있는 모든 곡면들이 동등하다. 아기옷을 입힐 때 다리를 뒤틀리게 잘못 입힌 적이 있다면, 이 차이를 쉽게 이해할 수 있을 것이다. Informally, in Teichmuller space, we pay attention not just to what metric a surface is wearing, but also to how it is worn. In moduli space, all surfaces wearing the same metric are equivalent. The importance of the distinction will be clear to anybody who, after putting a pajama suit on an infant, has found one leg to be twisted. | ” |

종수가 {\displaystyle g}이고, {\displaystyle n}개의 점을 제거한 리만 곡면 {\displaystyle \Sigma _{g,n}}의 타이히뮐러 공간을 {\displaystyle {\mathcal {T}}_{g,n}}으로 쓰며, 복소 모듈러스 공간을 {\displaystyle {\mathcal {M}}_{g,n}}이라고 쓴다. 즉,
{\displaystyle {\mathcal {M}}_{g,n}={\mathcal {T}}_{g,n}/\operatorname {MCG} (\Sigma _{g,n})}
이다.

## 성질

### 차원
타이히뮐러 공간 {\displaystyle {\mathcal {T}}_{g,0}}의 접공간은 다음과 같다.
{\displaystyle \mathrm {T} _{\Sigma }{\mathcal {T}}_{g,0}=\operatorname {H} ^{1}(\Sigma ;T)=\operatorname {H} ^{0}(\Sigma ;2K)^{*}}
여기서
- {\displaystyle T=\mathrm {T} ^{+}\Sigma }는 {\displaystyle \Sigma } 위의 정칙 벡터 다발들의 선다발의 인자이다.
- {\displaystyle K=-T=\Omega ^{1,0}\Sigma }는 리만 곡면의 표준 선다발의 인자이다.

두 번째 등식은 세르 쌍대성에 의한 것이다. 즉, 그 공변접공간은 이차 미분(선다발 {\displaystyle 2K}의 단면)으로 구성된다.
{\displaystyle g>1}인 경우, 타이히뮐러 공간 {\displaystyle {\mathcal {T}}_{g,n}}의 차원은 다음과 같다.
{\displaystyle \dim {\mathcal {T}}_{g,n}=3g-3+n}

### 베유-페테르손 계량
타이히뮐러 공간 위에는 베유-페테르손 계량(영어: Weil–Petersson metric)이라는 켈러 구조가 존재한다. 이는 사상류군의 작용에 불변이며, 따라서 리만 곡면의 모듈러스 공간 (즉, 복소 구조 모듈러스 공간) 위에도 존재한다.
이 경우, 임의의 접벡터 {\displaystyle \psi ,\chi \in T{\mathcal {M}}_{g}\cong H^{0}(\Sigma ;K)}에 대하여, 베유-페테르손 계량은 다음과 같다.
{\displaystyle \langle \psi ,\chi \rangle =[\Sigma ]\frown (\psi \smile \chi )=\int _{\sigma }\psi \wedge \chi }
여기서 우변은 코호몰로지류를 미분 형식으로 나타낸 것이며, 동치류의 원소의 선택에 의존하지 않는다.

### 콤팩트화
타이히뮐러 공간에는 자연스러운 콤팩트화가 존재한다. 이는 윌리엄 서스턴이 도입하였고, 서스턴 콤팩트화(영어: Thurston compactification)라고 한다. 이 밖에도 다른 여러 콤팩트화를 정의할 수 있지만, 서스턴 콤팩트화에서는 모듈러 군의 작용이 콤팩트화 타이히뮐러 공간 전체에 연속적으로 작용하게 되므로 가장 많이 쓰인다.
모듈러스 공간 {\displaystyle {\mathcal {M}}_{g,n}}의 경우, 들리뉴-멈퍼드 콤팩트화(영어: Deligne–Mumford compactification) 또는 크누드센-들리뉴-멈퍼드 콤팩트화(영어: Knudsen–Deligne–Mumford compactification) 또는 안정 콤팩트화(영어: stable compactification)가 존재한다. 들리뉴-멈퍼드 콤팩트화 모듈러스 공간 위에서, 베유-페테르손 계량은 완비 계량이다.

## 예

### 종수 0
종수가 0인 리만 곡면은 리만 구면 {\displaystyle {\hat {\mathbb {C} }}=\mathbb {C} \cap \{{\hat {\infty }}\}}이 유일하다. 즉, 복소 모듈러스 공간 {\displaystyle {\mathcal {M}}_{0}=\{\bullet \}}은 하나의 점만을 포함한다.
타이히뮐러 공간 {\displaystyle {\mathcal {T}}_{0,0}}, {\displaystyle {\mathcal {T}}_{0,1}}, {\displaystyle {\mathcal {T}}_{0,2}}, {\displaystyle {\mathcal {T}}_{0,3}}은 모두 하나의 점만을 포함한다. 이는 뫼비우스 변환을 사용하여, 임의의 3개의 점을 다른 임의의 점으로 보낼 수 있기 때문이다. 즉, 서로 다른 3개의 점 {\displaystyle z_{1},z_{2},z_{3}\in {\hat {\mathbb {C} }}}이 주어진다면, 다음과 같은 뫼비우스 변환을 사용해 이들을 각각 {\displaystyle 0,1,{\hat {\infty }}\in {\hat {\mathbb {C} }}}로 보낼 수 있다.
{\displaystyle z\mapsto {\frac {(z-z_{1})(z_{2}-z_{3})}{(z-z_{3})(z_{2}-z_{1})}}}
{\displaystyle {\mathcal {T}}_{0,4}}는 1차원으로, 복소 상반평면 {\displaystyle \mathbb {H} }와 동형이다. 이 경우 복소 모듈러스 공간은 {\displaystyle {\mathcal {M}}_{0,4}\cong {\hat {\mathbb {C} }}\setminus \{0,1,{\hat {\infty }}\}}이다. 여기에 들리뉴-멈퍼드 콤팩트화를 가하면 삭제된 점들이 추가돼 {\displaystyle {\hat {\mathcal {M}}}_{0,4}\cong {\hat {\mathbb {C} }}}이 된다.
일반적으로, 모듈러스 공간 {\displaystyle {\mathcal {M}}_{0,n}}은 다음과 같다.
{\displaystyle {\mathcal {M}}_{0,n}=({\hat {\mathbb {C} }}^{n}\setminus \Delta _{n})/\operatorname {PGL} (2;\mathbb {C} )}
여기서
- {\displaystyle \Delta _{n}=\{(z_{1},\dots ,z_{i},\dots ,z_{n})\in {\hat {\mathbb {C} }}^{n}\colon \exists i\neq j\colon z_{i}=z_{j}\}}는 두 개 이상의 좌표가 겹치는 점들의 집합이다.
- {\displaystyle \operatorname {PGL} (2;\mathbb {C} )}는 {\displaystyle {\hat {\mathbb {C} }}}에 작용하는 뫼비우스 변환들의 군이며, {\displaystyle {\hat {\mathbb {C} }}^{n}}에는 대각형(diagonal)으로 작용한다.

### 종수 1

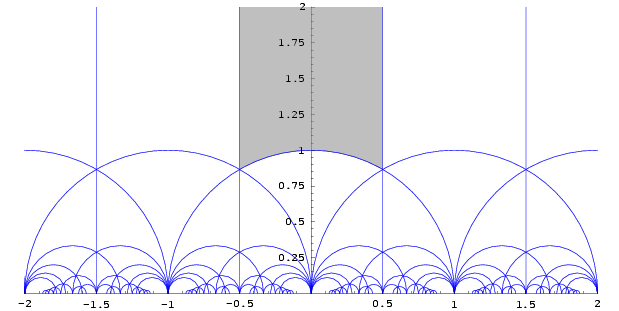
타원 곡선의 모듈러스 공간은 상반평면의 모듈러 군 작용에 대한 몫공간이며, 이는 기본 영역(회색으로 칠해진 영역)으로 나타낼 수 있다.

종수 1의 리만 곡면은 (비특이 복소) 타원 곡선이다. 이는 복소 평면에 2차원 격자에 대한 몫공간을 취해 얻을 수 있다.
{\displaystyle z\mapsto z+n_{1}\omega _{1}+n_{2}\omega _{2}} ({\displaystyle n_{1},n_{2}\in \mathbb {Z} })
복소 구조는 두 주기의 비 {\displaystyle \tau =\omega _{2}/\omega _{1}}에만 의존하게 된다. 이 경우, 복소 구조 모듈러스 공간 {\displaystyle {\mathcal {M}}_{0}}은 상반평면 {\displaystyle \mathbb {H} }에 다음과 같은 몫공간을 취한 오비폴드이다.
{\displaystyle \tau \sim {\frac {a\tau +b}{c\tau +d}}} ({\displaystyle {\begin{pmatrix}a&b\\c&d\end{pmatrix}}\in \operatorname {SL} (2,\mathbb {Z} )})
이 경우, 사상류군
{\displaystyle \operatorname {MCG} (T^{2})=\operatorname {SL} (2,\mathbb {Z} )/(M\sim -M)=\operatorname {PSL} (2,\mathbb {Z} )=\Gamma }
은 모듈러 군이라고 한다. 이 경우 타이히뮐러 공간은 물론 {\displaystyle {\mathcal {T}}_{1,0}=\mathbb {H} }이다.
이 몫공간은 다음과 같은 기본 영역(基本領域, 영어: fundamental domain)으로 나타낼 수 있다.
{\displaystyle R=\{\tau \in \mathbb {H} \colon |\tau |>1,|\operatorname {Re} \tau |<1/2\}}
타원 곡선 모듈라이 공간 {\displaystyle {\mathcal {M}}_{1}\cong \mathbb {H} /\Gamma }는 위상수학적으로 {\displaystyle \mathbb {R} ^{2}}와 위상동형이다. 여기에 서스턴 콤팩트화(Thurston compactification)을 통해 {\displaystyle S^{2}}와 위상동형인 콤팩트화 모듈러스 공간 {\displaystyle {\hat {\mathcal {M}}}_{1}}을 정의할 수 있다. 이 경우, 추가된 점은 기본 영역에서 {\displaystyle z=+i\infty }에 해당한다.
이 경우, 위상동형사상은 j-불변량 {\displaystyle j\colon {\hat {\mathcal {M}}}_{1}\to {\hat {\mathbb {C} }}}으로 주어진다.
{\displaystyle {\mathcal {T}}_{1,0}}, {\displaystyle {\mathcal {T}}_{1,1}}은 모두 복소 상반평면 {\displaystyle \mathbb {H} }와 동형이다.

### 종수 2 이상
종수 2 이상의 경우, 차원 공식에 따라서 복소 모듈러스 공간 및 타이히뮐러 공간은 유한차원이다. 이 경우, 그 사상류군은 타이히뮐러 모듈러 군(영어: Teichmüller modular group)이라고 한다.

## 참고 문헌
1. ↑  Thurston,  Three-Dimensional Geometry and Topology
2. ↑  Wolpert, Scott A. (2008). “The Weil–Petersson metric geometry” (영어). arXiv:0801.0175. Bibcode:2008arXiv0801.0175W.
3. ↑  Thurston, William. “On the geometry and dynamics of diffeomorphisms of surfaces”. 《Bulletin of the American Mathematical Society》 (영어) 19 (2): 417–431. doi:10.1090/S0273-0979-1988-15685-6. ISSN 0273-0979. MR 956596.
4. ↑  Paulin, Frédéric. “Sur la compactification de Thurston de l’espace de Teichmüller” (프랑스어). arXiv:math/0604184. Bibcode:2006math......4184P.
5. ↑  Deligne, Pierre; David Mumford. “The irreducibility of the space of curves of given genus”. 《Publications Mathématiques de l’Institut des Hautes Études Scientifiques》 (영어) 36 (1): 75–109. doi:10.1007/BF02684599. ISSN 0073-8301. MR 0262240. Zbl 0181.48803.

- Hubbard, John Hamal (2006). 《Teichmüller Theory and Applications to Geometry, Topology, and Dynamics. Volume I: Teichmüller Theory》 (영어). Matrix Editions. ISBN 978-0-9715766-2-9. MR 2245223. Zbl 1102.30001.
- Imayoshi, Yoichi; Masahiko Taniguchi (1992). 《An Introduction to Teichmüller Spaces》 (영어). Springer. doi:10.1007/978-4-431-68174-8. ISBN 78-4-431-68176-2 |isbn= 값 확인 필요: length (도움말).
- Hamenstädt, Ursula. 〈Teichmüller theory〉. 《Moduli spaces of Riemann surfaces》 (PDF). IAS/Park City Mathematics Series (영어) 20. American Mathematical Society. ISBN 978-0-8218-9887-1. Zbl 06211774.
- Bers, Lipman (1981). “Finite-dimensional Teichmüller spaces and generalizations”. 《American Mathematical Society. Bulletin. New Series》 5 (2): 131–172. doi:10.1090/S0273-0979-1981-14933-8. MR 621883.